# KkStB 380
| kkStB 380 / kkStB 380.100 / BBÖ 380 / FS 479 / JDŽ 07 | kkStB 380 / kkStB 380.100 / BBÖ 380 / FS 479 / JDŽ 07 | kkStB 380 / kkStB 380.100 / BBÖ 380 / FS 479 / JDŽ 07 |
| ----------------------------------------------------- | ----------------------------------------------------- | ----------------------------------------------------- |
| Werksfotografie der 380.01 im Fotografieranstrich     |                                                       |                                                       |
| Technische Daten                                      |                                                       |                                                       |
| Hersteller                                            | StEG, Wiener Neustadt, Floridsdorf                    | StEG, Wiener Neustadt, Floridsdorf                    |
|                                                       | 380.01–02                                             | 380.100–125                                           |
| Bauart                                                | 1E h4v                                                | 1E h4v                                                |
| Zylinder-Ø                                            | 2x390/2x630 mm                                        | 2x390/2x630 mm                                        |
| Kolbenhub                                             | 720 mm                                                | 720 mm                                                |
| Treibrad-Ø                                            | 1.410 mm                                              | 1.410 mm                                              |
| Laufrad-Ø vorne                                       | 995 mm                                                | 995 mm                                                |
| Laufrad-Ø hinten                                      | –                                                     | –                                                     |
| fester Radstand                                       | 5.010 mm                                              | 5.010 mm                                              |
| Gesamtradstand                                        | 8.670 mm                                              | 8.670 mm                                              |
| Gesamtradstand mit Tender                             | 14.841 mm                                             | 14.841 mm                                             |
| Anzahl d. Rohre                                       | 164                                                   | 164                                                   |
| Heizfl. d. Rohre                                      | 175,6 m²                                              | 175,6 m²                                              |
| Anzahl d. Rauchrohre                                  | 24                                                    | 24                                                    |
| Überhitzerfläche                                      | 49,4 m²                                               | 49,4 m²                                               |
| Heizfl. d. Feuerbüchse                                | 15,5 m²                                               | 15,5 m²                                               |
| Rostfl.                                               | 4,60 m²                                               | 4,60 m²                                               |
| Dampfdruck                                            | 16                                                    | 16                                                    |
| Tender                                                | 9, 56, 156, 256, 76, 86, 88                           | 9, 56, 156, 256, 76, 86, 88                           |
| Gewicht (leer)                                        | 72,5 t                                                | 72,9 t                                                |
| Adhäsionsgewicht                                      | 70,0 t                                                | 70,0 t                                                |
| Dienstgewicht                                         | 80,4 t                                                | 81,1 t                                                |
| Länge                                                 | 18,023 m                                              | 18,023 m                                              |
| Höhe                                                  | 4,570 m                                               | 4,570 m                                               |
| Vmax                                                  | 70 km/h                                               | 70 km/h                                               |

Die Dampflokomotivreihe kkStB 380 war eine Gebirgsschnellzug-Schlepptenderlokomotive der k.k. Staatsbahnen Österreichs.
Als sich die Heißdampflokomotiven durchzusetzen begannen, ließ die kkStB die bewährte Reihe 280 für die Tauernbahn in Heißdampfausführung bauen.
Die ersten beiden von der Lokomotivfabrik der StEG 1909 gelieferten Maschinen 380.01–02 bewährten sich hervorragend.
Sie leisteten 1645 PS, die sich bis zu Spitzenwerten von 2100 PS steigern ließen.
Sie war daher um 23 % stärker als die 280 und um 50 % stärker als die 170, übertraf sogar die Reihe 310. In der Fachwelt gilt sie als die gelungenste Konstruktion Karl Gölsdorfs.
Es wurden 26 Maschinen nachbestellt, bei denen die Flachschieber der Niederdruckzylinder durch Kolbenschieber ersetzt wurden.
Sie wurden mit 380.100–125 bezeichnet und von der Lokomotivfabrik der StEG, von der Wiener Neustädter Lokomotivfabrik sowie von der Lokomotivfabrik Floridsdorf 1911 bis 1914 geliefert.
Die 380er wurden in Folge auch auf der Wocheinerbahn und auf der Arlbergbahn eingesetzt, wo sie auch mit Ölzusatzfeuerung ausgerüstet wurden.
Nach 1918 wurden neun Maschinen den FS zugeteilt, die sie als Reihe 479 einordneten.
Sieben gingen an die Eisenbahnen des Königreichs der Serben, Kroaten und Slowenen und später als 07 zu den JDŽ.
Zwölf blieben den BBÖ, die sie mit Dabeg-Vorwärmerpumpen und Druckluftbremse ausstatteten.
Elf wurden 1938 von der Deutschen Reichsbahn als 58.951–961 eingeordnet, von denen keine den Zweiten Weltkrieg heil überstand. 

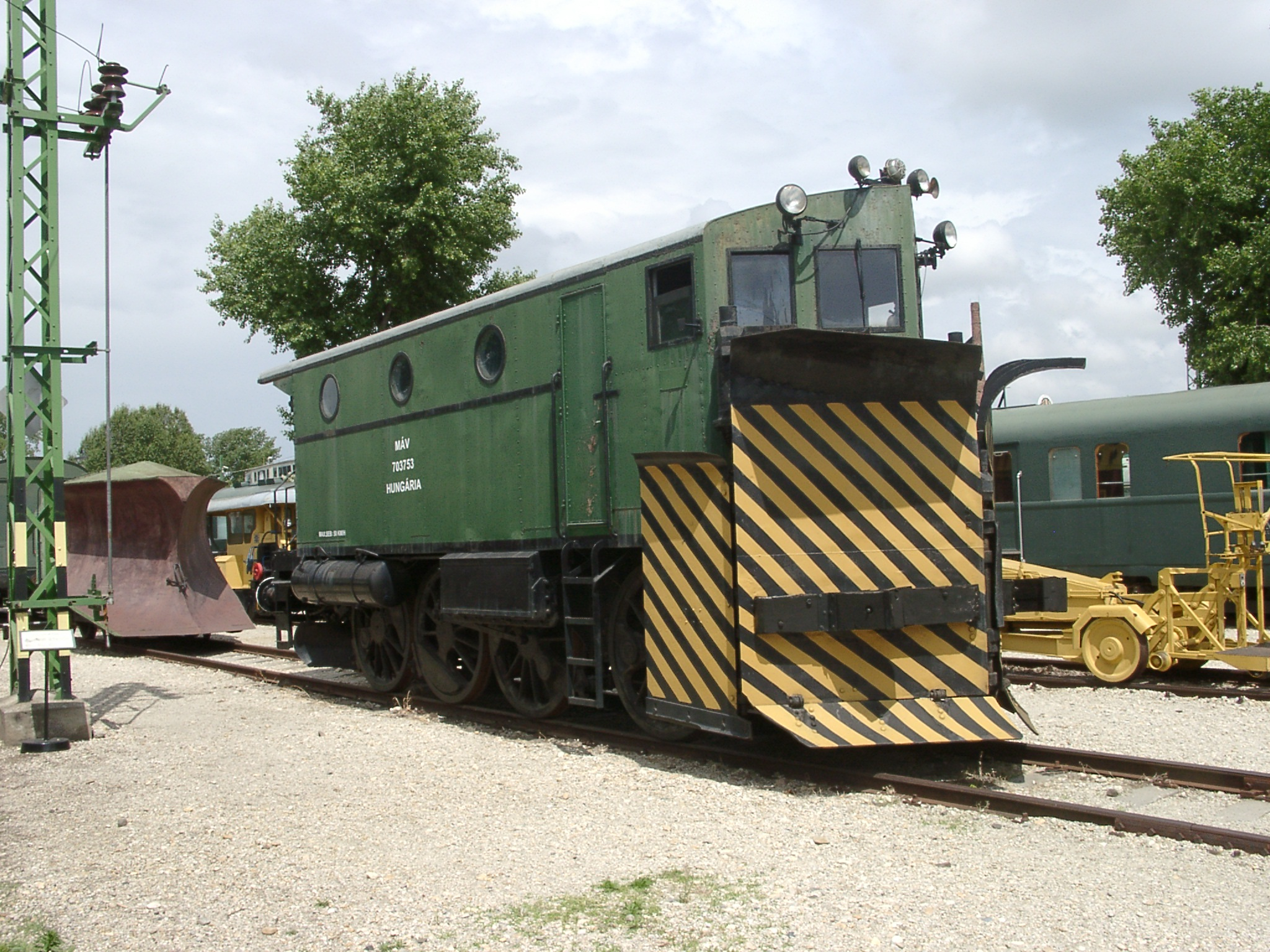
Schneepflug, aus 380.122 umgebaut

Eine Lokomotive, die ehemalige 380.122, wurde bereits von der Deutschen Reichsbahn zu einem Schneepflug umgebaut, befindet sich im Bahnhistorischen Park Budapest.